# 韦利亚镇
韦利亚镇，直譯「舊鎮」。是巴西圣埃斯皮里图州的一座沿海城市，人口约40万（2005年）。